# Paspalidium flavidum
Paspalidium flavidum là một loài thực vật có hoa trong họ Hòa thảo. Loài này được (Retz.) A.Camus mô tả khoa học đầu tiên năm 1922.